# 툴레인 대학교
툴레인 대학교(영어: Tulane University)는 미국 루이지애나주 뉴올리언스에 있는 명문 사립대학교이다. 공식 대학 명칭은 The Tulane University of Louisiana이고, 간단히 줄여 TU라고 부른다. 1834년에 의학 전문 학교로 설립되었다. 툴레인 대학교는 미국 남부에 위치해있고 고등학생들 사이에서 가장 인기가 많은 학교 중에 하나로 꼽힌다. 툴레인 대학교는 2009년 프리스턴 리뷰(The Princeton Riview)가 야망을 가진 고등학생들이 예전의 높은 명성을 찾기 위해 지원하는 학교로 선정하였다. 매년 미국 국내 대학 순위를 발표하는 US News & World Report에서, 2022년 시즌 미국내 대학교 42위를 기록했다.

## 저명한 동문
저명한 동문으로는 야후! 공동제작자 데이비드 파일로 (David Filo), 1998년 노벨 화학상 수상자 월터 콘 (Walter Kohn) 등이 있다.